# Decollidrillia nigra
Decollidrillia nigra is een slakkensoort uit de familie van de Turridae. De wetenschappelijke naam van de soort is voor het eerst geldig gepubliceerd in 1965 door Habe & Ito.